# Hyperechia xylocopiformis
Hyperechia xylocopiformis là một loài ruồi trong họ Asilidae. Hyperechia xylocopiformis được Walker miêu tả năm 1849. Loài này phân bố ở miền Ấn Độ - Mã Lai.